# Miopsalis
Miopsalis is een geslacht van hooiwagens uit de familie Stylocellidae.
De wetenschappelijke naam Miopsalis is voor het eerst geldig gepubliceerd door Thorell in 1890. 

## Soorten
Miopsalis was monotypisch, maar sinds uitgebreid tot:
- Miopsalis collinsi (Shear, 1993)
- Miopsalis dillyi Schmidt, Clouse & Sharma, 2020
- Miopsalis globosa (Schwendinger & Giribet, 2004)
- Miopsalis gryllospeca (Shear, 1993)
- Miopsalis kinabalu (Shear, 1993)
- Miopsalis leakeyi (Shear, 1993)
- Miopsalis lionota (Pocock, 1897)
- Miopsalis mulu (Shear, 1993)
- Miopsalis pocockii (Hansen & Sørensen, 1904)
- Miopsalis pulicaria Thorell, 1890
- Miopsalis sabah (Shear, 1993)
- Miopsalis silhavyi (Rambla, 1991)
- Miopsalis tarumpitao (Shear, 1993)